# Chirurgie vétérinaire
Vous pouvez aider à l'améliorer ou bien discuter des problèmes sur sa page de discussion.
- Il ne cite pas suffisamment ses sources. Vous pouvez indiquer les passages à sourcer avec {{référence nécessaire}} ou {{Référence souhaitée}}, et inclure les références utiles en les liant aux notes de bas de page. (Marqué depuis juillet 2023)
- Son texte doit être wikifié : il ne correspond pas à la mise en forme Wikipédia (style, typographie, liens internes, liens entre les wikis, etc.). (Marqué depuis juillet 2023)

- Archive Wikiwix
- Bing
- Cairn
- DuckDuckGo
- E. Universalis
- Gallica
- Google
- G. Books
- G. News
- G. Scholar
- Persée
- Qwant
- (zh) Baidu
- (ru) Yandex
- (wd) trouver des œuvres sur Wikidata

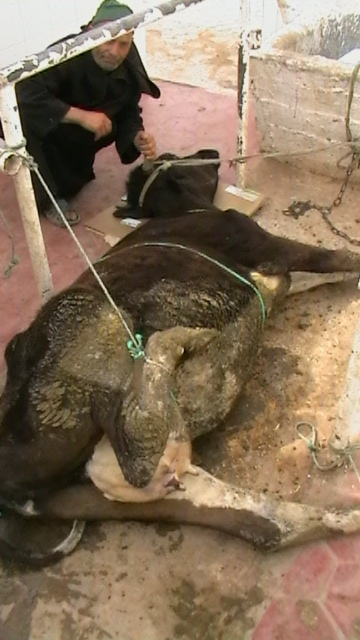
Préparation d'un bovin pour une intervention chirurgicale du pis dans les conditions de terrain : la contention physique avec un jeu de cordes est nécessaire en complément de la tranquillisation à la xylazine

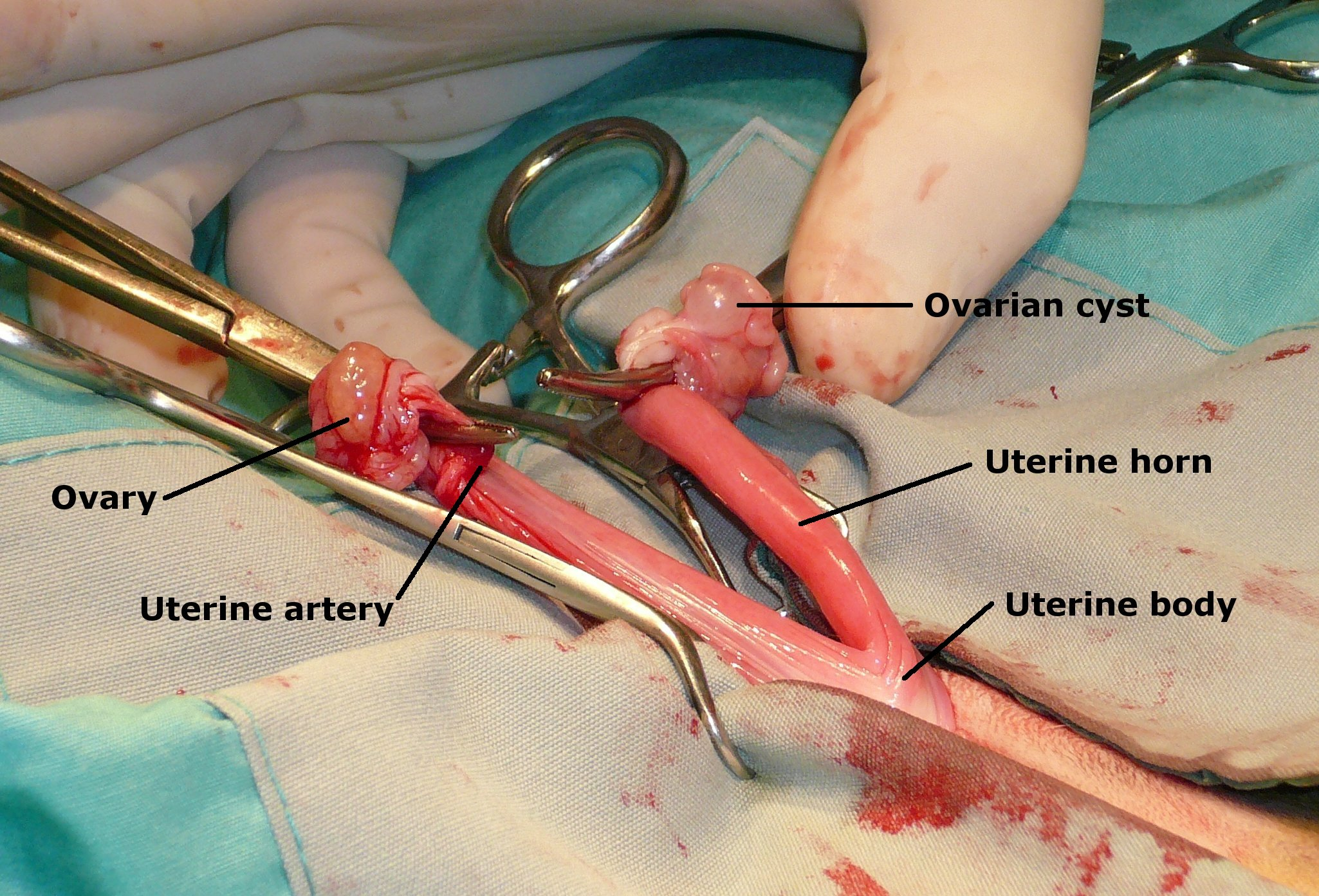
Une stérilisation de chat

La chirurgie vétérinaire comprend toutes les interventions chirurgicales pratiquées sur des animaux. Les procédures sont classées en trois grandes catégories : orthopédie (os, articulations, muscles), chirurgie des tissus mous (peau, cavités corporelles, système cardiovasculaire, voies gastro-intestinales / urogénitales / respiratoires) et neurochirurgie. Les interventions chirurgicales plus avancées telles que le remplacement articulaire, la réparation de fracture, la stabilisation d'une déficience du ligament croisé crânien, la chirurgie oncologique (cancer), le traitement d'une hernie discale, les procédures gastro-intestinales ou urogénitales compliquées, greffe de rein, greffes de peau, complications la gestion des plaies et les procédures mini-invasives (arthroscopie, laparoscopie, thoracoscopie) sont effectuées par des chirurgiens vétérinaires (reconnus dans leur juridiction). La plupart des vétérinaires de pratique générale effectuent des chirurgies de routine telles que des castrations et des excisions de masse mineures.
Les objectifs de la chirurgie vétérinaire sont très différents qu'il s'agisse d'animaux de compagnie ou d'animaux de ferme. Dans le premier cas de figure, la situation est plus proche de la médecine humaine, où le bénéfice pour le patient est le facteur prépondérant. Dans le cas des animaux de ferme, le bénéfice économique est plus important.

## Spécialisation en chirurgie vétérinaire
Depuis 1991, le Collège Européen de Chirurgie Vétérinaire (ECVS) a été créé au niveau européen et certifie les vétérinaires ayant suivi une formation approfondie en chirurgie. Le titre de Diplômé du Collège Européen de Chirurgie Vétérinaire ne peut être obtenu qu'après trois à quatre années de formation et après avoir réussi un examen organisé annuellement par l'ECVS.
Une organisation similaire (ACVS) existe depuis un certain temps aux États-Unis et a servi de modèle au démarrage de l'ECVS.
La reconnaissance en tant que cabinet vétérinaire spécialisé en Belgique par l'Ordre des Vétérinaires n'est autorisée qu'aux vétérinaires ayant obtenu le diplôme européen. 
La distinction entre vétérinaire et vétérinaire spécialiste n'est pas aussi stricte qu'en médecine humaine. Il n'y a pas non plus de distinction légale entre ce qui est considéré comme une chirurgie vétérinaire spécialisée et ce qui ne l'est pas. 